# J. Courtney Sullivan
Pour les articles homonymes, voir Sullivan.
Œuvres principales
- Les Débutantes

J. Courtney Sullivan, née le 10 août 1981 à Boston dans le Massachusetts, est une écrivaine américaine.

## Biographie
J. Courtney Sullivan grandit dans la banlieue de Boston avant de poursuivre des études de littérature victorienne au prestigieux Smith College,.
Diplômée en 2003, elle s'installe à New York et écrit pour Allure, le New York Times, The Washington Post...
En 2017 elle écrit les préfaces de deux de ses romans préférés : Anne de Green Gables et Les quatre filles du docteur March.

## Œuvres

### Romans
- Les Débutantes, Rue Fromentin Editions, 2012 ((en) Commencement, Knopf, 2010), trad. Anne-Laure Paulmont et Frédéric Collay, 528 p.  (ISBN 978-2-919-54707-4)
- Maine, Rue Fromentin Editions, 2013 ((en) Maine, Knopf, 2011), trad. Camille Lavacourt, 450 p.  (ISBN 978-2-919-54713-5)
- Les Liens du mariage, Rue Fromentin Editions, 2014 ((en) The Engagements, Virago Press, 2013), trad. Anne-Laure Paulmont et Frédéric Collay, 477 p.  (ISBN 978-2-919-54728-9)
- Les anges et tous les saints, Rue Fromentin Editions, 2018 ((en) Saints For All Occasions, Knopf, 2017), trad. Sophie Troff, 413 p.  (ISBN 978-2919547562)